# Yasuyuki Konno
Yasuyuki Konno (født 25. januar 1983) er en japansk professionel fodboldspiller, der spiller som forsvarsspiller for den japanske fodboldklub FC Tokyo og Japans fodboldlandshold. Han har tidligere spillet for Consadole Sapporo og Tōhoku High School.
Han var en del af den japanske trup ved VM i 2010 og VM i 2014.